# Arenac County
Arenac County är ett administrativt område i delstaten Michigan, USA. År 2010 hade countyt 15 899 invånare. Den administrativa huvudorten (county seat) är Standish. 

## Geografi
Enligt United States Census Bureau så har countyt en total area på 1 763 km². 950 km² av den arean är land och 813 km² är vatten. 

### Angränsande countyn
- Iosco County - nordost
- Bay County - syd
- Gladwin County - väst
- Ogemaw County - nordväst
- Huronsjön (engelska: Lake Huron; franska: Lac Huron) - öst